# Pentax 645
Pentax 645 — профессиональный среднеформатный неавтофокусный однообъективный зеркальный фотоаппарат. Рассчитан на роликовую плёнку типа 120, 220 или 60-мм. Выпускался с 1984 по 1997 год.
Производитель позиционировал камеру как оптимальную среднеформатную «для профессиональных
фотографов, занимающихся съемкой моды, дикой природы, ландшафтной съемкой, так как обладает хорошим сочетанием качества изображения, небольшого веса, компактности и мобильности». Температурный диапазон функционирования камеры, гарантированный производителем от −20 °C до +50 °C.
Управление камерой реализовано в кнопочном стиле, в отличие от более поздних моделей Pentax 645N и Pentax 645NII с классическим дисковым управлением параметрами экспозиции.
Благодаря сменным задникам (фильм-холдерам) может заряжаться не только плёнками типа 120 и 220 (15 и 30 кадров на рулон, соответственно), но и 60-мм плёнкой, на которую помещается около 90 кадров. Зарядка камеры плёнкой происходит полуавтоматически. Для протяжки плёнки и автоматического взвода затвора в камере встроен моторный привод. Таким образом можно вести не только покадровую, но и серийную съёмку со скоростью до 1,5 к/сек. Предусмотрена возможность взвода затвора без смены кадра для мультиэкспонирования. В небольшое круглом окошке на левом боку камеры располагается индикатор взведённого затвора.
Pentax 645 может вести съёмку в одном из следующих режимов: приоритет диафрагмы, приоритет выдержки, ручной режим (с подсказками TTL-экспонометра), P, и режим работы с автоматическими TTL-вспышками по аналоговому протоколу. Есть возможность вносить экспопоправки в диапазоне ±3 EV с шагом в 1 EV.
Оправдывая своё профессиональное предназначение, камера имеет крупный парк объективов, принадлежностей для макросъёмки, фотовспышек. Есть репетир диафрагмы, вся экспонометрическая информация отображается в видоискателе и на внешнем ЖК-дисплее с подсветкой, а сама камера может крепиться как вертикально так и горизонтально на штативе.
Питание камеры обеспечивает 6 элементов питания типа AA. Могут использоваться как аккумуляторы этого формата так и батареи. Энергии щелочных элементов хватает приблизительно на 5000 кадров или 40 часов экспозиции в режиме Bulb.

## Некоторые дополнительные сведения
- Выдержка синхронизации — 1/60 c.
- Встроенная диоптрийная коррекция видоискателя в диапазоне −5D — +2D.
- Установка значения ISO плёнки в диапазоне 6-6400.

## Asahi Pentax 645J
В 1992 году выпускалась ограниченная партия камер для внутреннего японского рынка с обозначением «J». Отличительные особенности — лакировнный корпус и отделка под золото.

## Система 645
- Сменные задники (фильм-холдеры):
  - Для плёнки типа 120.
  - Для плёнки типа 220.
  - Для 70-мм плёнки (с удлинителем видоискателя).
- Вспышки:
  - AF400T.
  - AF080C макровспышка.
  - AF280T.
  - AF200T.
  - AF220T.
  - AF200Sa.
- Фокусировочные экраны:
  - UA-21 — матовое поле с кругом полем из микропризм (d=8 мм, угол призм 6°).
  - UB-21 — матовое поле с клиньями Додена.
  - UC-21 — стандартный из комплекта камеры: матовое поле с клиньями Додена (d=3,5 мм) и круговым полем микропризм (d=8 мм, угол призм 6°).
  - UE-20 — линза Френеля с прозрачным очерченным центральным кругом (d=11 мм). Предназначен для «тёмных» (относительное отверстие < 1:5,6) объективов.
  - UG-20 — матовое поле с сеткой (интервал линий 9 мм) для контроля перспективы и построения композиции.
- Наглазник большого диаметра.